# Серпуховский уланский полк
Серпуховский уланский полк — кавалерийская воинская часть Русской императорской армии.

## История полка
16 августа 1806 года приказано генерал-майору графу Шувалову сформировать в Калуге из 3-го и 4-го эскадронов Сибирского драгунского полка и рекрутов новый 5-эскадронный полк, названный Серпуховский драгунский полк.
27 августа 1806 года велено сформировать запасный полуэскадрон, упразднённый 8 ноября 1810 года.
12 октября 1811 года включён в состав 26-й кавалерийской бригады.
В составе 8-й кавалерийской дивизии кавалерийского корпуса графа Ламберта (3-я армия) принял участие в Отечественной войне 1812 года.
17 декабря 1812 года полк переименован в Серпуховский уланский полк. Включён в состав 3-й уланской дивизии (с 14 февраля 1818 года — 2-я уланская дивизия).
27 декабря 1812 года полк повелено привести в состав 6 действующих и 1 запасного эскадронов.
Принял участие в Заграничном походе Русской армии 1813—1814 годов.
11 марта 1816 года установлено старшинство с 1806 года.
С 1817 года расквартирован в районе Изюма (Балаклея).
2 ноября 1821 года приказано привести полк в оседлое состояние в Слободско-Украинской губернии, для подготовки чего направлен кадр от сводного и запасного эскадронов полка.
1 марта 1825 года в округе военного поселения полка сформированы 3 поселенных и 3 резервных эскадрона из присланного от действующего полка кадра и коренных жителей поселения.
11 сентября 1826 года назначен в действующую армию и отправлен на Кавказ для участия в войне с Персией. 1 эскадрон на время войны выделен на составление Сводного уланского полка. 
5 мая 1827 года велено резервные эскадроны составить из строевых нижних чинов и кантонистов, а поселенцев распределить в поселенные эскадроны, отдельно от резервных.
20 декабря 1828 года на гербы шапок и пуговицы присвоен № 8.
21 марта 1832 года приказано полк оставить в составе 6 действующих и 3 резервных эскадронов, а поселенные эскадроны выделить в ведение особого начальника. Поселенные эскадроны названы 8-м кавалерийским округом Украинского военного поселения.
21 марта 1833 года полк приказано привести в состав 8 действующих и 1 резервного эскадронов, в составе 1-й уланской дивизии (2-я бригада). На гербы шапок и пуговицы присвоен № 18.
30 августа 1834 года повелено иметь для полка в запасных войсках запасный полуэскадрон № 36.
23 марта 1835 года 7-й эскадрон Серпуховского уланского полка передан в Ингерманландский гусарский полк, где переименован в резервный эскадрон; 8-й эскадрон Серпуховского уланского полка передан в Ямбургский уланский полк, где также переименован в резервный. Серпуховский уланский полк приведён в состав 6 действующих и 1 резервного эскадронов.
4 апреля 1836 года запасному полуэскадрону присвоен № 32.
8 августа 1836 года приказано в 8-м кавалерийском округе Украинского военного поселения учредить 2 эскадрона кантонистов, для комплектования полка обученными унтер-офицерами.
23 декабря 1841 года упразднён резервный эскадрон.
25 января 1842 года приказано для Серпуховского уланского полка иметь в составе запасных войск резервный и запасный эскадроны, комплектуемые из числа бессрочноотпускных нижних чинов.
25 февраля 1845 года полку присвоено шефство Великой княжны Марии Михайловны, в связи с чем полк переименован в Уланский Ея Императорского Высочества Великой Княжны Марии Михайловны полк.
11 декабря 1846 года, в связи со смертью шефа, полк переименован в Серпуховский уланский полк.
28 декабря 1846 года полку присвоено шефство Великой княжны Екатерины Михайловны, в связи с чем полк переименован в Уланский Ея Императорского Высочества Великой Княжны Екатерины Михайловны полк.
18 декабря 1848 года повелено иметь для резервного и запасного эскадронов постоянные кадры.
4 февраля 1851 года, в связи со свадьбой шефа, полк переименован в Уланский Ея Императорского Высочества Великой Княгини Екатерины Михайловны полк.
31 декабря 1851 года в ходе реорганизации полков кавалерии приказано 1-й и 2-й эскадроны Уланского Ея Императорского Высочества Великой Княгини Екатерины Михайловны полка (бывшего Серпуховского) присоединить к Елисаветградскому уланскому полку в качестве 7-го и 8-го эскадронов; остальные эскадроны и кадры бывшего Уланского Ея Императорского Высочества Великой Княгини Екатерины Михайловны полка расформированы. Также в Елисаветградский уланский полк переданы старшинство и шефство бывшего Уланского Ея Императорского Высочества Великой Княгини Екатерины Михайловны полка. Елисаветградский уланский полк переименован в Уланский Ея Императорского Высочества Великой Княгини Екатерины Михайловны полк; на гербы шапок и пуговицы присвоен № 18.
3 июля 1856 года 1-й и 2-й эскадроны Уланского Ея Императорского Высочества Великой Княгини Екатерины Михайловны полка (бывшего Елисаветградского) со всеми знаками отличия переданы, в качестве 3-го дивизиона, в состав Ольвиопольского уланского полка. Остальные эскадроны бывшего Уланского Ея Императорского Высочества Великой Княгини Екатерины Михайловны расформированы.

## Отличия полка
31 марта 1807 года Серпуховскому драгунскому полку пожалованы штандарты (образца 1803 года) — 1 полковой (белый) и 4 эскадронных (зелёных). После переформирования полка в уланский в 1812 году штандарты повелено сдать на хранение.
2 апреля 1833 года Серпуховскому уланскому полку пожалованы 3 штандарта (образца 1827 года), по одному на дивизион.
7 апреля 1834 года пожалован штандарт 4-му дивизиону (23 марта 1835 года повелено сдать на хранение).
31 декабря 1851 года штандарт 1-го дивизиона передан в Елисаветградский уланский полк.

## Шефы полка
- 24.08.1806 — 05.10.1806 — генерал-майор граф Павел Андреевич Шувалов
- 23.10.1806 — 20.12.1806 — генерал-майор Пётр Александрович Барков
- 20.12.1806 — 06.06.1809 — полковник (генерал-майор) Артемий Иванович Давыдов
- 02.07.1809 — 16.09.1809 — флигель-адъютант полковник Николай Захарович Хитрово
- 21.09.1809 — 31.01.1811 — полковник Дмитрий Онуфриевич Григорович
- 31.01.1811 — 01.09.1814 — полковник (генерал-майор) князь Иван Семёнович Жевахов
- 25.02.1845 — 11.12.1846 — великая княжна Мария Михайловна
- 28.12.1846 — 31.12.1851 — великая княжна (с 1851 великая княгиня) Екатерина Михайловна

## Командиры полка
- 20.04.1807 — 21.01.1809 — полковник Александр Ильич Шостак
- 21.01.1809 — 21.12.1810 — подполковник Ангелар
- 21.12.1810 — 02.06.1818 — майор (подполковник, полковник) Густав Фёдорович Энгельгардт
- 02.06.1818 — 28.02.1821 — подполковник Егор Иванович Траскин
- 28.02.1821 — 31.12.1827 — подполковник (полковник) Богданов 1-й
- 13.01.1828 — 16.09.1829 — полковник Григорий Дмитриевич Синадино
- 16.09.1829 — 26.11.1830 — (командующий) подполковник Андрей Павлович Рудницкий
- 26.11.1830 — 13.03.1834 — полковник Александр Иванович Лизогуб
- 13.03.1834 — 19.01.1835 — полковник Андрей Родионович Клодт
- 19.01.1835 — 06.12.1837 — полковник Михаил Фадеевич Вижицкий
- 01.02.1838 — 12.04.1849 — (до 6.12.1840 командующий) подполковник (полковник) Иван Семёнович Траскин
- 12.04.1849 — 31.12.1851 — полковник (генерал-майор) Карл Васильевич Стоббе